# 姆拉達沃日采

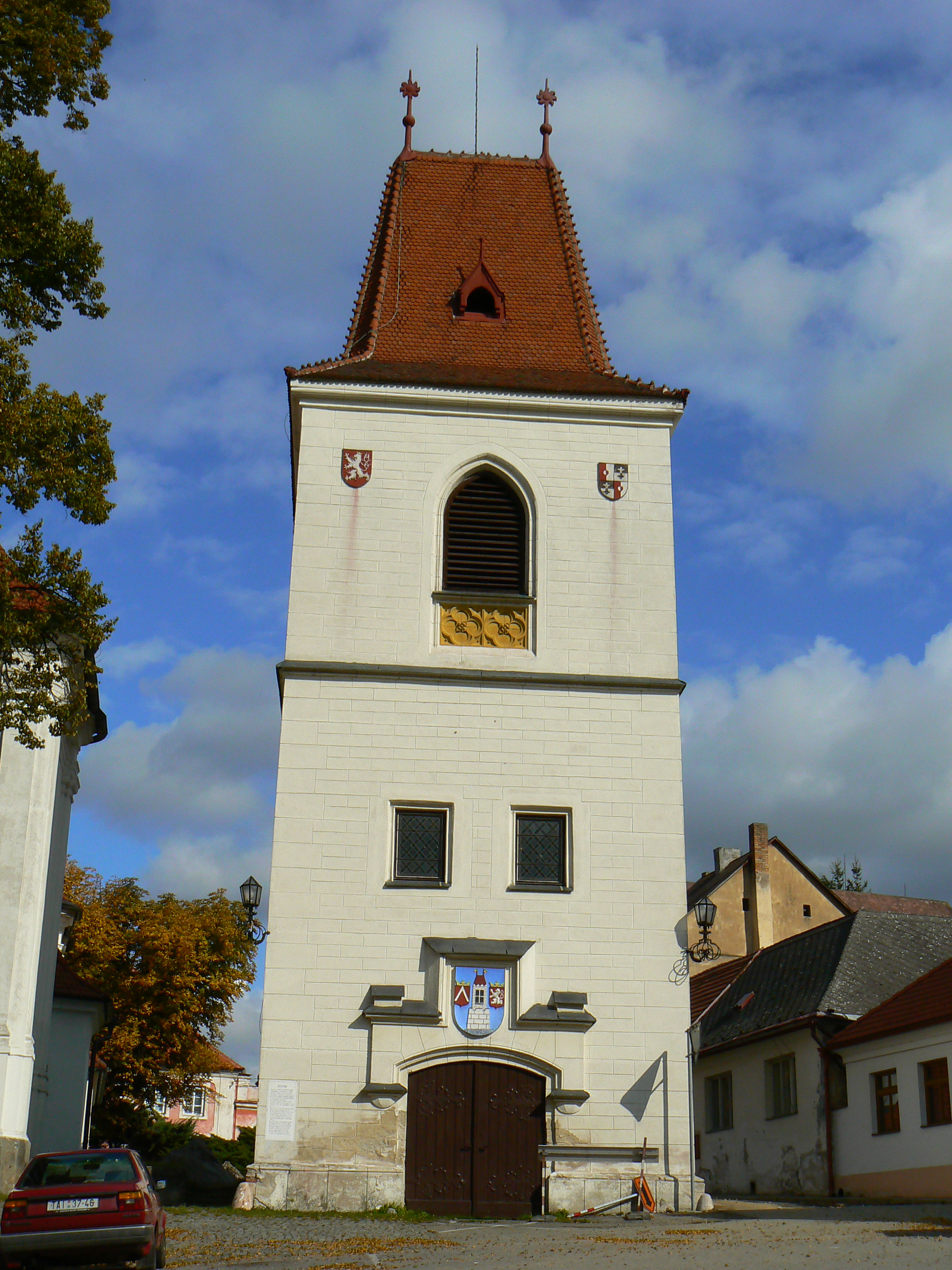

姆拉達沃日采是捷克的城鎮，位於該國中部，距離塔博爾約17公里，由南波希米亞州負責管轄，面積31.58平方公里，海拔高度453米，2007年人口2,728。

## 外部連結
- Mladá Vožice（页面存档备份，存于） （捷克文）
- Municipal website（页面存档备份，存于） （捷克文）